# Василівська сільська рада (Амвросіївський район)
| Василівська сільська рада — колишній орган місцевого самоврядування у Амвросіївському районі Донецької області з адміністративним центром у с. Василівка. Сільській раді були підпорядковані населені пункти: - с. Василівка - с. Кошарне - с. Мокроєланчик - с. Петропавлівка |

## Склад ради
Рада складалася з 16 депутатів та голови.

## Керівний склад сільської ради
| ПІБ                           | Основні відомості                                                         | Дата обрання | Дата звільнення |
| ----------------------------- | ------------------------------------------------------------------------- | ------------ | --------------- |
| Колесник Валентина Степанівна | Сільський голова, 1948 року народження, освіта, член Партії регіонів      | 26.03.2006   | 31.10.2010      |
| Аніщенко Микола Олексійович   | Сільський голова, 1957 року народження, освіта вища, член Партії регіонів | 31.10.2010   |                 |

Примітка: таблиця складена за даними джерела